# Andreas Sieling
Andreas Sieling (* 1964 in Oldenburg) ist ein deutscher Organist und Musikwissenschaftler.

## Leben
Sieling studierte in Berlin Musikwissenschaft, Germanistik und Publizistik. 1994 wurde er mit der Dissertation August Wilhelm Bach (1796-1869). Kirchenmusik und Seminarmusiklehrerausbildung in Preussen im zweiten Drittel des 19. Jahrhunderts an der TU Berlin promoviert. In Düsseldorf setzte er seine Ausbildung mit einem Orgelstudium an der Robert Schumann Hochschule Düsseldorf bei Hans-Dieter Möller fort. In Halle absolvierte er das A-Examen für Kirchenmusik. Sieling unterrichtet als Honorarprofessor an der Universität der Künste Berlin Orgel, Aufführungspraxis und Orgelmethodik. Seit 2005 ist er als Organist am Berliner Dom tätig.

## Ehrungen
- Die Kirchenleitung der Evangelischen Kirche Berlin-Brandenburg-schlesische Oberlausitz hat Andreas Sieling am 24. April 2020 den Titel „Kirchenmusikdirektor“ verliehen.[1] Die Urkunde übermittelte Generalsuperintendentin Ulrike Trautwein im Gottesdienst am 15. November 2020 im Berliner Dom.
- Im Oktober 2021 wurde er im Konzerthaus am Gendarmenmarkt als erster Kirchenmusiker mit einem Opus Klassik ausgezeichnet.[2]

## Tondokumente
- Toccata (Berliner Dom)
- Französische Romantik (Berliner Dom)
- Theophil Laitenberger (Grunewaldkirche Berlin)
- Charles Tournemire: Cinq improvisations; op. 16, op. 19, Dix Pièces (Berliner Dom)
- Guilmant, Wermann, Lubrich, Dienel, Liszt (Heilig-Geist-Kirche Rostock)
- Jan Janca (Kaiser-Wilhelm-Gedächtniskirche Berlin)
- Alte Meister (Berliner Dom)